# Narkån (vattendrag)
Narkån, finska Narkausjoki, är en å i Norrbottens län som har sitt källflöde i Narkaustunturi i Gällivare kommun, Lappland och som också rinner genom Pajala kommun, Norrbotten.
Ett av biflödena norr om Kompelusvaara kallas för Koinujoki (svenskt namn saknas, men betyder 'samlagsån').[källa behövs] Andra biflöden till Narkån är bl.a. Pesonen och Paihnausjoki som rinner ut i Narkån söder om byn Kainulasjärvi i en plats som kallas Jokkiinsuu, "åars mynning". 
Narkån rinner bland annat genom Kompelusvaara och Kainulasjärvi byamarker och ut i Kalixälven (meänkieli: Kainhuun väylä) i Narken (meänkieli: Narkaus). Narkån är en populär fiskeå där man kan fånga harr, gädda, öring och lake.[källa behövs] Enligt populär folketymologi är narkaus ett samiskt ord som betyder 'samlag', medan forskningen menar att Narkaus är ett samiskt ord i betydelsen 'näs, udde'.[källa behövs]